# メラピ (小惑星)
メラピ (536 Merapi) は、小惑星帯の小惑星である。キュベレー族に分類される。アメリカ合衆国の天文学者、ジョージ・ヘンリー・ピーターズによって発見された。インドネシアの火山ムラピ山から命名された。
2005年11月に九州で掩蔽が観測された。